# 伊東祐慶
伊東 祐慶（いとう すけのり）は、安土桃山時代から江戸時代前期にかけての武将・大名。日向国飫肥藩の第2代藩主。日向伊東氏13代（伊東氏19代）当主。母の阿虎の方は江戸幕府大奥の按察使局の従姉妹である。

## 略歴
慶長5年（1600年）、関ヶ原の戦いが起こると東軍に与し、家臣の稲津重政の進言を受け、西軍の高橋元種の宮崎城に軍勢を派遣し落城させた。しかしこれと前後するように元種は東軍に寝返っていたため、宮崎城は奪還された。徳川家康より所領を安堵された。なお、祐慶は後日、責任を取らせる形で清武城にて稲津重政を討っている。
同年、父・伊東祐兵が大坂にて病死したため、家督を継いだ。元和年間より領内にスギ（飫肥杉）の植林事業を興し、藩財政の基礎とした。
寛永13年（1636年）48歳で死去した。家督は長男・祐久が継いだ。次男祐豊は徳川家光の小姓を勤め、3000石分知される。

## 系譜
父母
- 伊東祐兵（父）
- 阿虎の方 ー 伊東義益の娘（母）

正室
- 大田原氏

側室
- 森本氏

子女
- 伊東祐久（長男）生母は正室
- 伊東祐豊（次男）生母は森本氏（側室）